# السجن المحلي عين قادوس
السجن المحلي عين قادوس هو مؤسسة سجنية بمدينة فاس، المملكة المغربية.